# 24. (srbska) divizija (NOVJ)
24. (srbska) divizija je bila partizanska divizija, ki je delovala v sklopu NOV in POJ v Jugoslaviji med drugo svetovno vojno.
Ustanovljena je bila 10. junija 1944.

## Sestava
- 11. srbska brigada
- 13. srbska brigada
- 17. srbska brigada